# London Corresponding Society
Pour les articles homonymes, voir LCS.

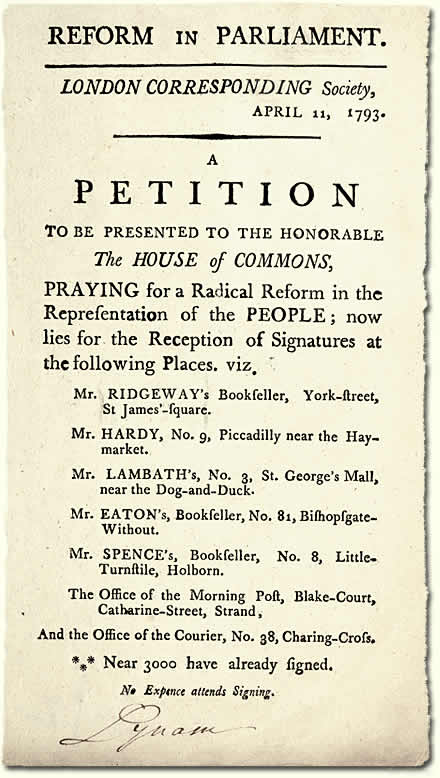
Prospectus de la London Corresponding Society annonçant une pétition à la Chambre des communes pour une réforme parlementaire.

La London Corresponding Society, créée le 25 janvier 1792, est une des premières associations réformistes ouvrières britanniques.